# 康百世卡
康百世卡，或译指南通，是在加拿大不列颠哥伦比亚低陆平原地区（大温哥华）運輸聯線系统通用的电子收费系统（智能卡），取代運輸聯線原有的收费系统，其安装、運作和維護保養由美国聖地牙哥的立方运输系统公司负责。

## 历史
早在2007年末，不列颠哥伦比亚省交通厅厅长馮宜幹宣布，他对公共交通的电子收费系统感兴趣，有意向去建设。2008年3月，立方运输系统公司负责人肯·多贝尔在与不列颠哥伦比亚省交通厅厅长馮宜幹会谈时表示，称立方运输系统公司将会向運輸聯線出售电子收费技术。2009年4月，不列颠哥伦比亚省省长办公室、加拿大联邦政府、運輸聯線宣布，将推出为運輸聯線系统通用的智能卡。該卡亦是以香港的八達通為設計概念。
運輸聯線原计划于2013年春季开始试运行康百世卡系统，并计划在2014年年底全面推行，但由於種種原因而一再推遲。2013年9月，康百世卡系统正式试运行，至2015年8月开始正式运行。2015年10月，该系统正式进入全面使用阶段。

## 概览

### 票卡种类
康百世卡共分为五种：
- 藍卡：普通卡
- 橙卡：优惠卡（中小學生和長者，需持有效证明到店铺或在网上购买，售票机不销售）
- 黃卡：運輸聯線合約員工卡
- 绿卡:   千禧线延长线开通时销售的卡
- 白卡：盲人專用卡
- 單程卡：無康百世卡乘客乘车的票卡，与其他票卡不同，此票卡材质为纸张，但同样具有拍卡的功能，若购买时为1区票，之后需要跨越收费区的乘客，需要在90分钟内，通过票卡机支付额外费用来扩区[3]。

### 使用范围及使用方法

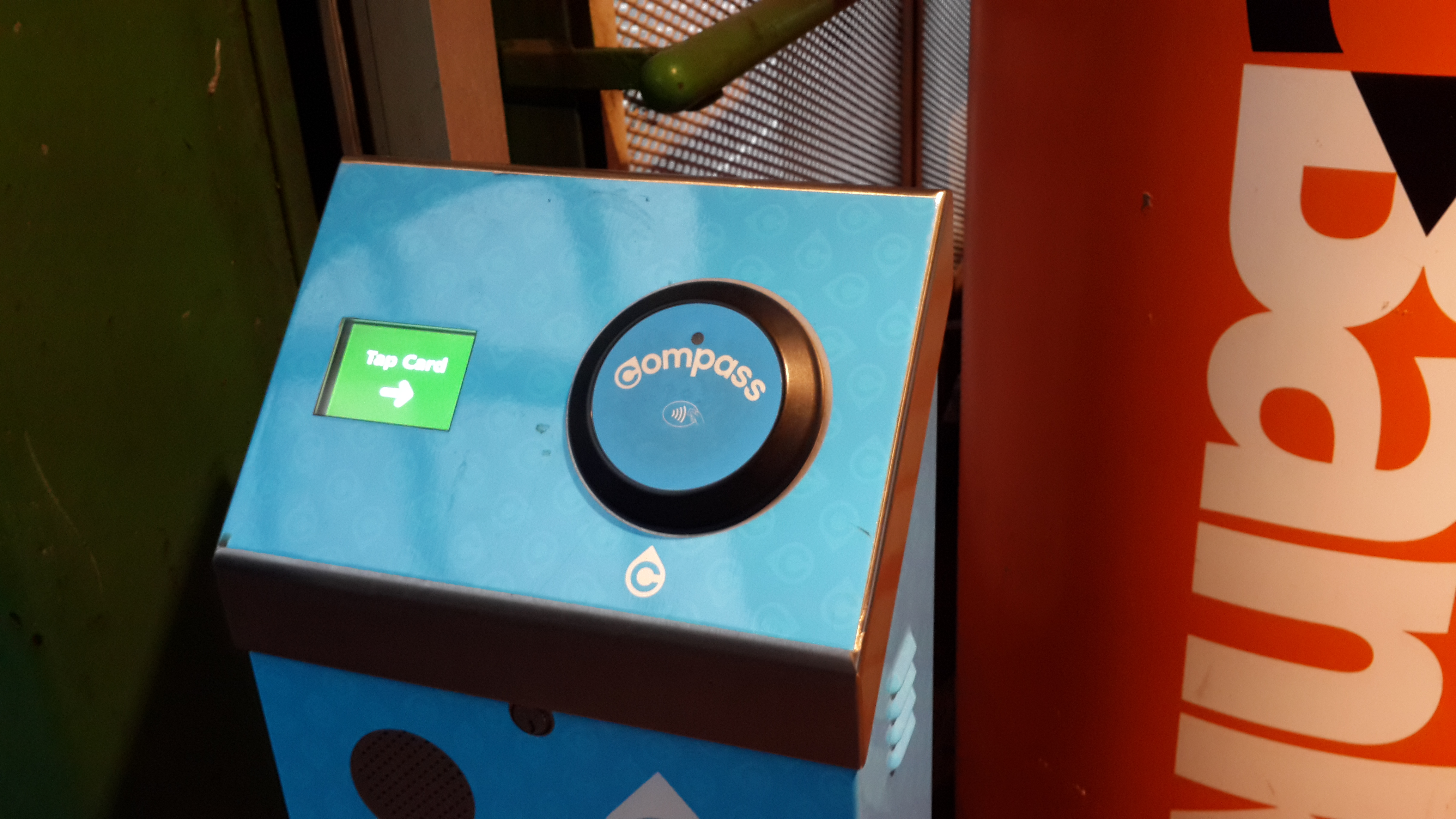
康百世卡闸机（图一）

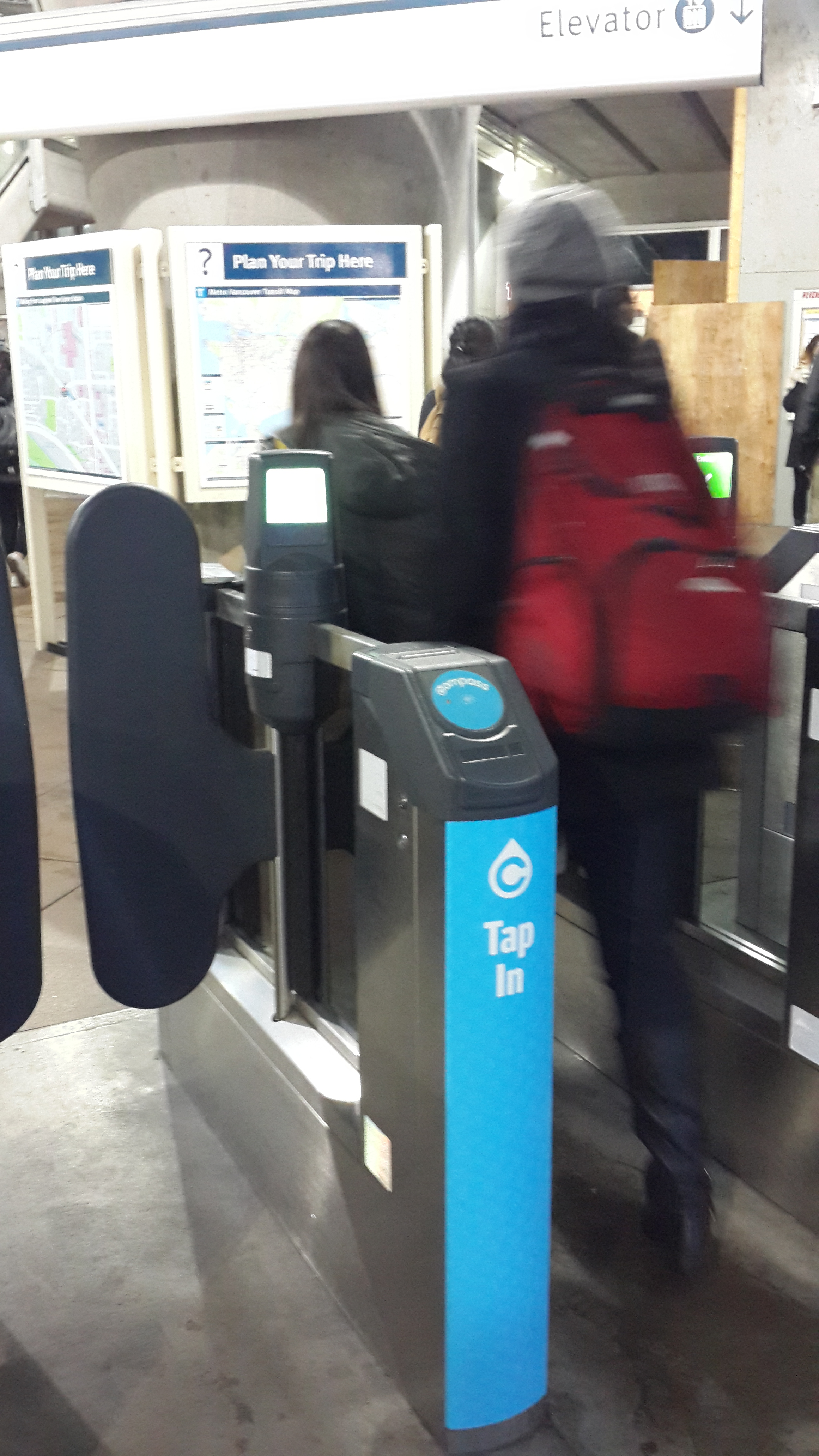
康百世卡闸机（图二）

康百世卡可在運輸聯線运营的巴士、海上巴士、架空列车及西岸快车上使用。乘客在上车、进闸、出闸时，将康百世卡放置于读卡器感应处，当屏幕显示为“Proceed”时，即可上车。乘客在出闸时，系统会自动计算乘车所经过的收费区及车费，而车费会在卡内扣除。对于乘坐巴士的乘客，下车时无需刷卡，只需上车刷卡时扣除车费。
另外，乘客可以在康百世卡官方网站注册康百世卡，注册后可通過銀行轉賬自动充值。注册后的卡片同时提供防盗功能，若卡片遗失会被偷窃，可以通过电话報失，原有的卡會立即凍結，并将其余额转入新卡中，但押金无法取回。
未来方面，康百世卡可能会扩充其他功能。

## 收费

### 购卡

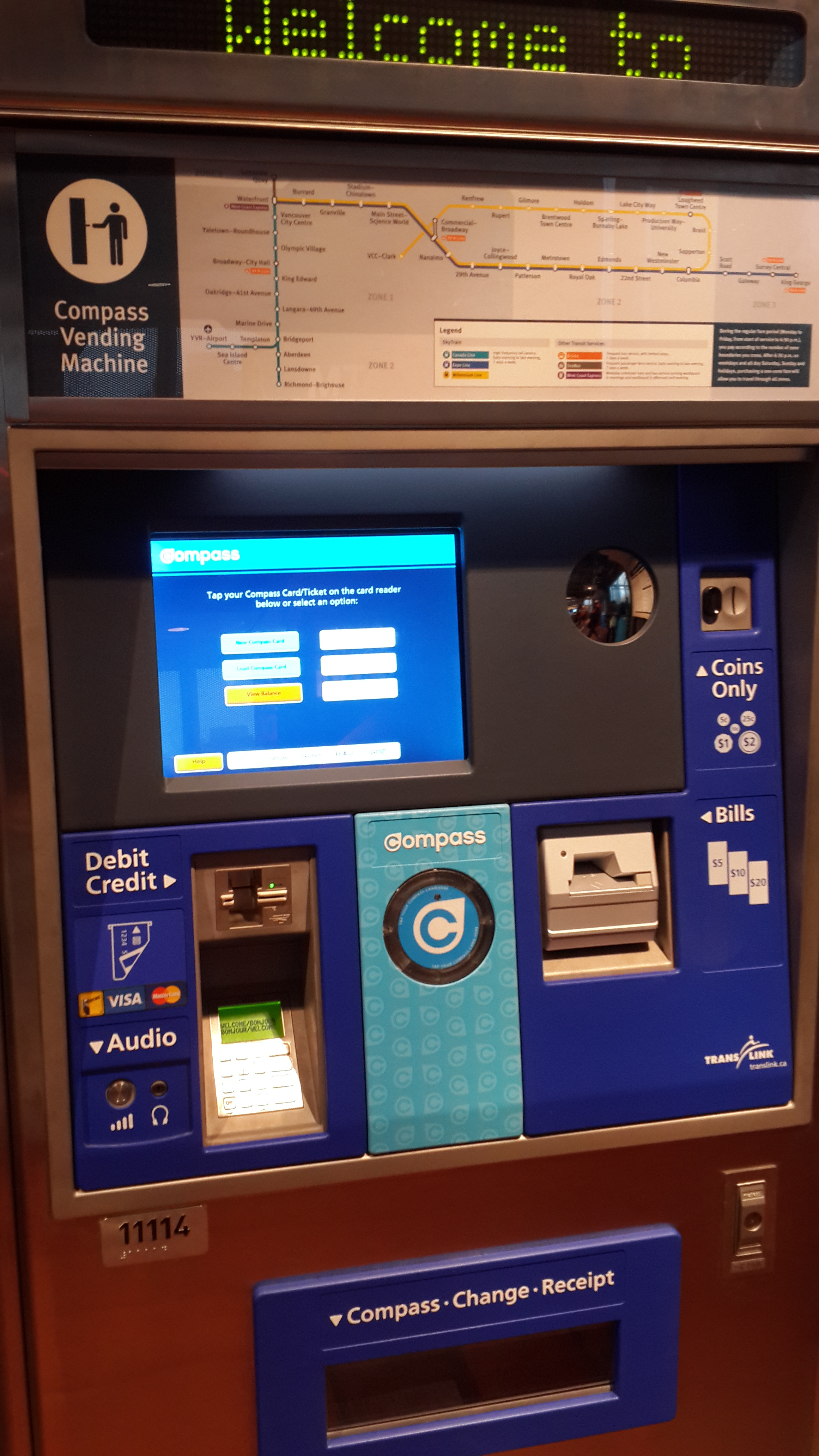
康百世卡售票机

乘客可在网上、电话、各大架空列车、西岸快车车站、察瓦森渡轮码头、马蹄湾渡轮码头的康百世卡售票机上购买康百世卡及充值。另外，18家伦敦药房亦会安装售票机，供乘客购买及充值；同时，位于体育馆－华埠站的“康百世卡服务中心”，亦提供其购买和充值服务。
每张康百世卡的售价为6加元（即为押金），可在余额不足时使用，当乘客刷卡时余额仅剩1加元时，系统会先扣除押金的一部分。若下次刷卡时余额不足6元，该卡将不能使用；若不继续使用该卡，可以到“康百世卡服务中心”申请退卡手续。

### 车费
以下为持康百世卡的乘客的单程车费（票价以加拿大元计算）：
| 正常票价（周一至周五，开始运营至晚上6点30分） | 一个收费区 | 二个收费区 | 三个收费区 | 机场附加费 |
| --------------------------------------------- | ---------- | ---------- | ---------- | ---------- |
| 普通卡                                        | $2.50      | $3.65      | $4.70      | +$5.00     |
| 优惠卡                                        | $2.05      | $3.05      | $4.15      | +$5.00     |

| 新收费(2025年7月1日开始实行) | 一个收费区 | 两个收费区 | 三个收费区 | 机场附加费 |
| ---------------------------- | ---------- | ---------- | ---------- | ---------- |
| 普通卡(13-65)                | $3.35      | $4.85      | $6.60      | +$5.00     |
| 优惠卡(13-18)                | $2.25      | $3.30      | $4.50      | +$5.00     |

| 优惠票价（周一至周五，晚上6点30分至运营结束；周六、周日及节假日） | 所有收费区 | 机场附加费 |
| ----------------------------------------------------------------- | ---------- | ---------- |
| 普通卡                                                            | $2.50      | +$5.00     |
| 优惠卡                                                            | $2.05      | +$5.00     |

- 所有持康百世卡乘坐運輸聯線经营的巴士的乘客，一律按一個收費區收费。若乘客要换乘架空列車、渡輪，则仍按分区制收费[14]。

康百世卡仍保有90分钟内换乘的制度，乘客在刷卡后的90分钟（对于乘坐西岸快车的乘客为180分钟）内，可以多次进行换乘，只要在90分钟内刷卡进闸不会被扣款。另外，康百世卡允许刷卡进站后的乘客在21分钟内刷卡出站，亦不会被扣款。
此外，康百世卡可存储日票或月票，为单独计算。对于符合U-Pass使用资格的大学生，可以凭康百世卡到U-Pass網站登記，學生需於每月的月尾到U-Pass網站请求下一個月的U-Pass，網站將於得到學校確認卡主下個月仍在校後的兩個工作天內把該卡註冊進下個月的U-Pass名單內。请求成功后，学生可无限次跨越三个收费区。
康百世卡推出后，原有的纸质折扣票（Faresaver）、纸质月票（FareCards）已于2016年4月停用。停用后，乘客可前往体育馆－华埠站的“康百世卡服务中心”，凭票证将其存入康百世卡中。

## 问题和争议

### 預算超標
康百世卡系統最初的安裝預算为1億7100萬加元，但目前的花費已經達到1億9400萬加元。2013年10月，運輸聯線承認，由於不可抗力的原因，加上通脹的影響，康百世卡系統將會超支達2300萬加元。

### 新舊系統无法兼容
2013年，素里當地媒體《Surrey Leader》报道称：乘客如果在巴士上购买车票，巴士發出的轉車无法通过架空列车车站的闸门，只能用康百世卡才能通过。而在架空列車站的舊式驗票機，可以读取到巴士發出的轉車票。運輸聯線称，如果要升級巴士車票系統，与康百世卡系統兼容，就要再追加2500萬撥款。

### 收費系統漏洞
2013年9月系統測試期間，測試員發現一個嚴重漏洞：由於巴士上面無閘門，持有康百世卡的乘客可以靠提前刷卡不提前下车的方式，以一個收費區的票價乘坐三個收費區的车。因此，在2015進入全面使用階段，所有巴士一律按一個收費區收費。

### 對殘疾用戶的不利和漏洞
如果用戶有殘疾，使他們不能刷卡（特別是架空列車），殘疾用戶便不可以用公共交通。運輸聯線的臨時解決方案是派服務員協助殘疾用戶，或把殘疾用出入閘保持開啟。